# Muscigralla brevicauda
La dormilona colicorta (Muscigralla brevicauda), también denominada cazamoscas de cola corta (en Chile), papamosca de cola corta, tiranuelo colicorto (en Colombia), dormilona de cola corta (en Perú) o tiranito colicorto (en Ecuador), es una especie de ave paseriforme de la familia Tyrannidae, la única perteneciente al género monotípico Muscigralla. Se distribuye en la costa pacífica del centro-oeste de América del Sur.

## Distribución y hábitat
Esta especie se distribuye desde Guayas, Manabí, y Loja en el sudoeste de Ecuador, por toda la costa peruana, hasta el extremo norte de Chile, en los alrededores de la ciudad de Arica y áreas limítrofes con el Perú, en la Región de Arica y Parinacota. Además, un ejemplar vagante fue capturado en la isla Gorgona al sudoeste de Colombia.
Esta especie es considerada localmente bastante común en sus hábitats naturales: las áreas costeras áridas, pastizales y matorrales secos, entre malezas de campos cultivados, y bordes de caminos. Hasta los 1500 m de altitud en los valles áridos interiores.

## Descripción
Es un ave pequeña; de sólo 12 cm de longitud. Sus patas son largas y de un color pardo claro a color «carne». El pico es negro. Algunos ejemplares muestran una mancha en la corona amarillenta poco notable. Presenta una ceja clara que nace en la base del pico. Su coloración es modesta. En la parte dorsal su plumaje es gris-parduzco. En la rabadilla es amarillento. En las alas el color se oscurece hasta el negruzco; en ellas destacan dos bandas blancas, en especial al volar, además de filetes claros en las remeras. La parte dorsal de la pequeña cola es rojiza en la base, y el resto es pardo-negruzco, mostrando sólo el macho la punta de las rectrices de color blanquecino. Ventralmente esta ave es de color blanquecino, el cual se tiñe de amarillento en el abdomen, y de gris-ceniciento en el pecho.

## Comportamiento
Generalmente anda solitaria, con menos frecuencia en parejas, hurga en el suelo y también corretea rápidamente meneando su cola como una dormilona Muscisaxicola. Es muy asustadiza, y ante la menor muestra de peligro con un vuelo bajo y corto busca refugio entre las matas.

### Alimentación
Captura insectos en el suelo o en vuelos cortos y bajos.

### Reproducción
Nidifica de febrero a junio en Ecuador. Su nido es en forma de taza, hecho de hierbas secas forrado con hierbas finas, en el suelo, generalmente con algún tipo de protección por encima, como maleza, hierba alta o rama de árbol muerto; también le puede construir un techo, dejando un tercio de taza abierta en zonas menos protegidas. La nidada es de tres a cinco huevos.

### Vocalización
Su canto es un débil y sibilante «tizztízz» a veces precedido de unas pocas notas «tik»; generalmente dado desde una percha baja, pero que a veces puede alcanzar 10 o 20 m.

## Sistemática

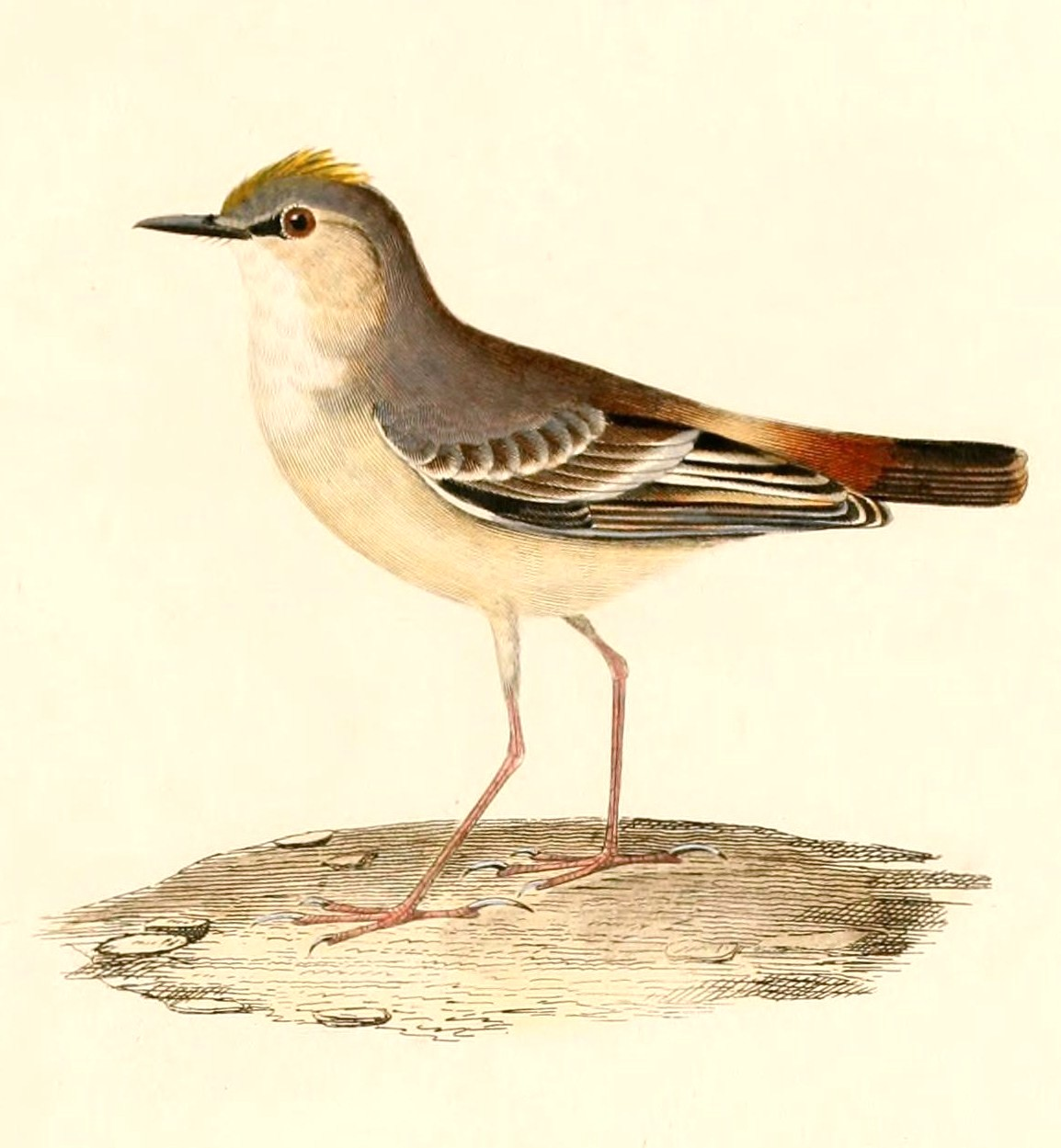
Muscigralla brevicauda, dibujo publicado en el año 1847 en d'Orbigny Voyage dans l'Amérique méridionale.

### Descripción original
Este género y especie monotípica fue descrita originalmente y en conjunto por el naturalista y explorador francés Alcide d'Orbigny y por el ornitólogo y coleccionista de aves también francés Frédéric de Lafresnaye en el año 1837, bajo el mismo nombre científico. Su localidad tipo es: «Tacna, Perú».

### Etimología
El nombre genérico femenino «Muscigralla» es una combinación del género Muscicapa, los cazamoscas del Viejo Mundo y de la palabra del latín «grallae» que significa ‘zancos’ y el nombre de la especie «brevicauda», se compone de las palabras del latín «brevis» que significa ‘corto’ y «cauda» que significa ‘cola’.

### Taxonomía
Basándose en sus escudos tarsales, los primeros autores lo colocaron en las familias Cotingidae o Formicariidae. Las afinidades dentro de Tyrannidae aún no se han aclarado. Algunos autores han situado este taxón próximo o incluso dentro mismo del género Muscisaxicola, aunque peculiaridades anatómicas como el parche en la corona, las patas largas con escamación aberrante, las tibias desnudas, y las características de sus alas y cola, apoyan considerarlo en forma separada, dentro de su género propio.
Los amplios estudios genético-moleculares realizados por Tello et al. (2009) descubrieron una cantidad de relaciones novedosas dentro de la familia Tyrannidae que todavía no están reflejadas en la mayoría de las clasificaciones. Siguiendo estos estudios, Ohlson et al. (2013) propusieron dividir Tyrannidae en cinco familias. Según el ordenamiento propuesto, Muscigralla permanece en Tyrannidae, en una nueva subfamilia Muscigrallinae Ohlson, Irestedt, Ericson & Fjeldså, 2013 exclusiva para el presente género.